# CA San Martín (San Juan)
Club Atlético San Martín jest argentyńskim klubem piłkarskim z siedzibą w mieście San Juan w prowincji San Juan

## Historia
Klub założony został 27 września 1907, a inspiracją dla nazwy klubu był bohater narodowy generał José de San Martín. Klub gra obecnie w drugiej lidze argentyńskiej Primera B Nacional.

## Stadion
Swoje mecze domowe klub rozgrywa na stadionie Estadio 27 de Septiembre, mogącym pomieścić 13000 widzów.